# Kostel Panny Marie Andělské (Hradčany)
Kostel Panny Marie Andělské v Praze nebo též kostel Panny Marie Královny Andělů je kapucínský kostel na Loretánském náměstí na pražských Hradčanech, který je součástí nejstaršího kapucínského kláštera v Čechách.

## Historie

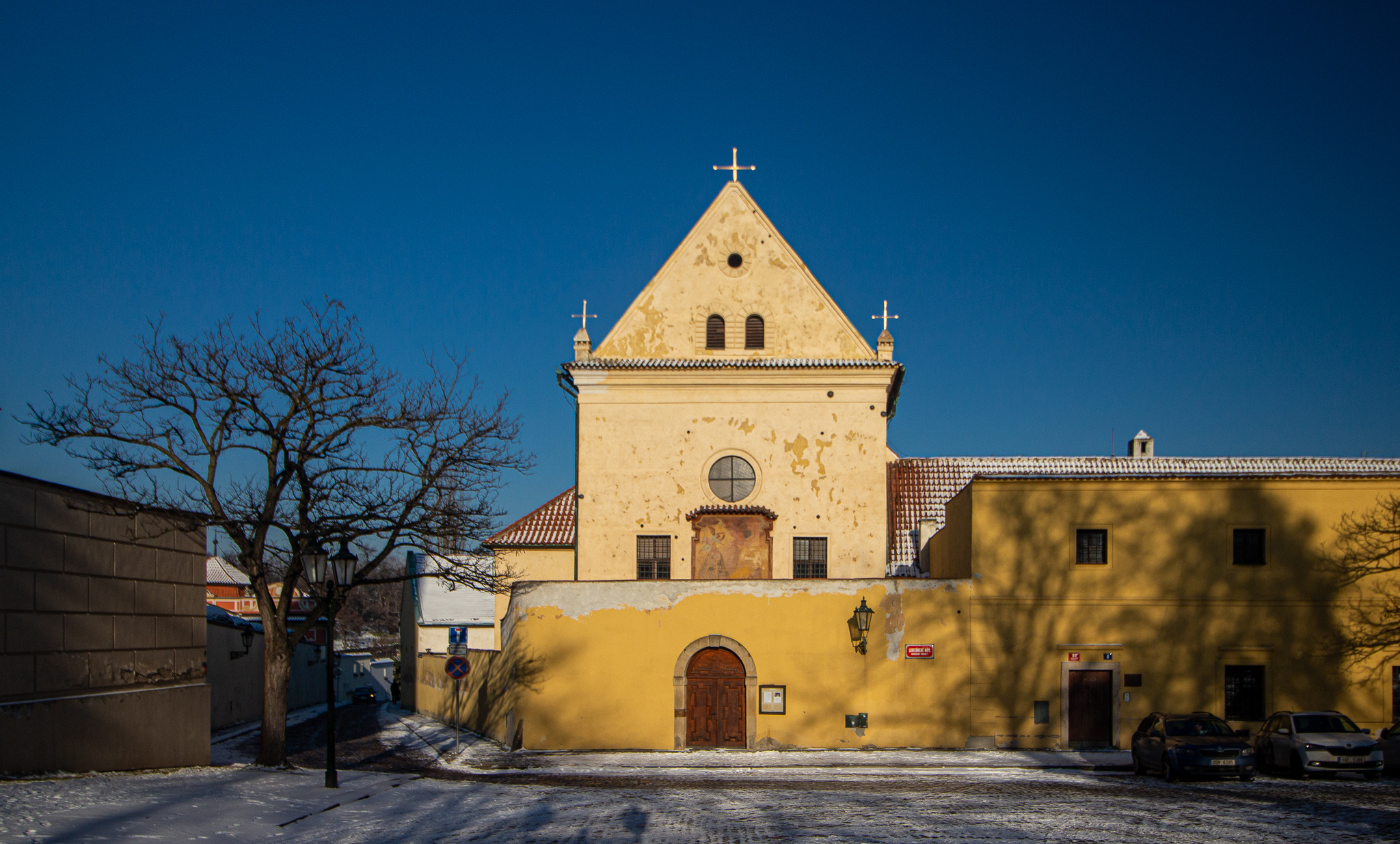
Kostel od Loretánského náměstí

Kostel byl vystavěn v letech 1600–1602 a rozšířen po roce 1663. Kostel je neorientovaný s chórem s oltářem otočeným k severu.
Jedná se o typický kapucínský kostel s prostou fasádou, bez věže, trojúhelníkovým štítem a vstupním dvorkem oddělujícím náměstí od vchodu do kostela. Nad vchodem je obraz Panny Marie a svatého Františka z Assisi.
Hlavní oltář je vrcholně barokní z roku 1735 a později upravovaný, hlavní obraz od řádového malíře Paolo Piazzy z doby stavby kostela představuje svatého Františka, kterému se zjevuje Kristus, Panna Maria a hrající andělé. Další vybavení je převážně raně barokní z druhé poloviny 17. století. V lodi kostela jsou boční oltáře sv. Felixe a Antonína Paduánského. Blíž vchodu jsou proti sobě kaple Panny Marie a svatého Kříže. V kostele je patinovaná sádrová reliéfní křížová cesta z roku 1960 od Karla Stádníka.

## Popis
Stavba kostela je jednolodní s prodlouženým chórem, zaklenutá valenou klenbou. Blíže ke vchodu se nachází dvojice protilehlých kaplí s oltáři Panny Marie Rottenburské a sv. Kříže. Do zpovědní chodby se vchází dveřmi, datovanými k roku 1600. Chodba je klenutá valenou klenbou s lunetami a jsou zde umístěny dvě barokní zpovědnice. Při východní zdi kostela se nachází chodba s trámovým stropem, v níž jsou umístěny barokní jesličky. Součástí vybavení sakristie, která náleží k nejstarším částem kostela, jsou skříně ze 17. století, doplněné barokní kredenční skříní ze století osmnáctého.
Mezi průčelím kostela a uliční frontou je malé atrium, předsíň s kostelem spojuje krytá chodba. Fasáda kostela je jednoduchá s trojúhelníkovým štítem. Nad chórem se tyčí menší sanktusová vížka.

## Betlém
V kostele je o vánočním čase vystavován betlém, jehož počátky spadají do 2. čtvrtiny 18. století. Inspirován byl pravděpodobně neapolskými betlémy. Obsahuje celkem 48 figur (32 lidských a 16 zvířecích) v životní či téměř životní velikosti. Významnější postavy mají ruce a hlavy řezány ze dřeva a polychromovány, těla tvoří tenká dřevěná kostra potažená slámou a papírovinou, oděná kašírovanými polychromovanými textiliemi. 
V roce 2018 se betlém nacházel v podobě, jakou ji navrhl akademický sochař a restaurátor Karel Stádník. Pozadí betlému tvoří vzácná malba na kartonu, která pochází z Liberecka.

## Galerie

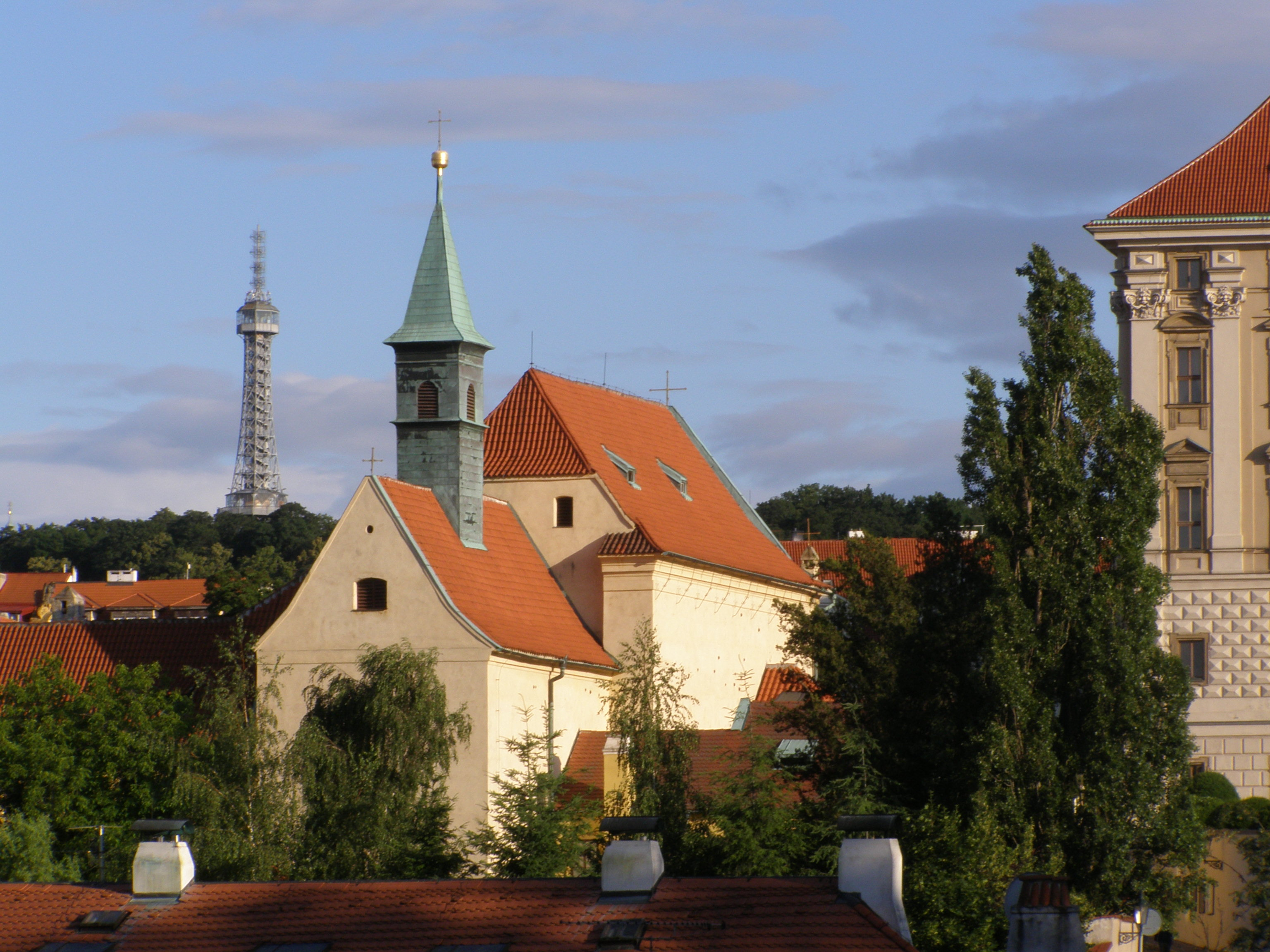
Kostel od severu (od Nového světa)
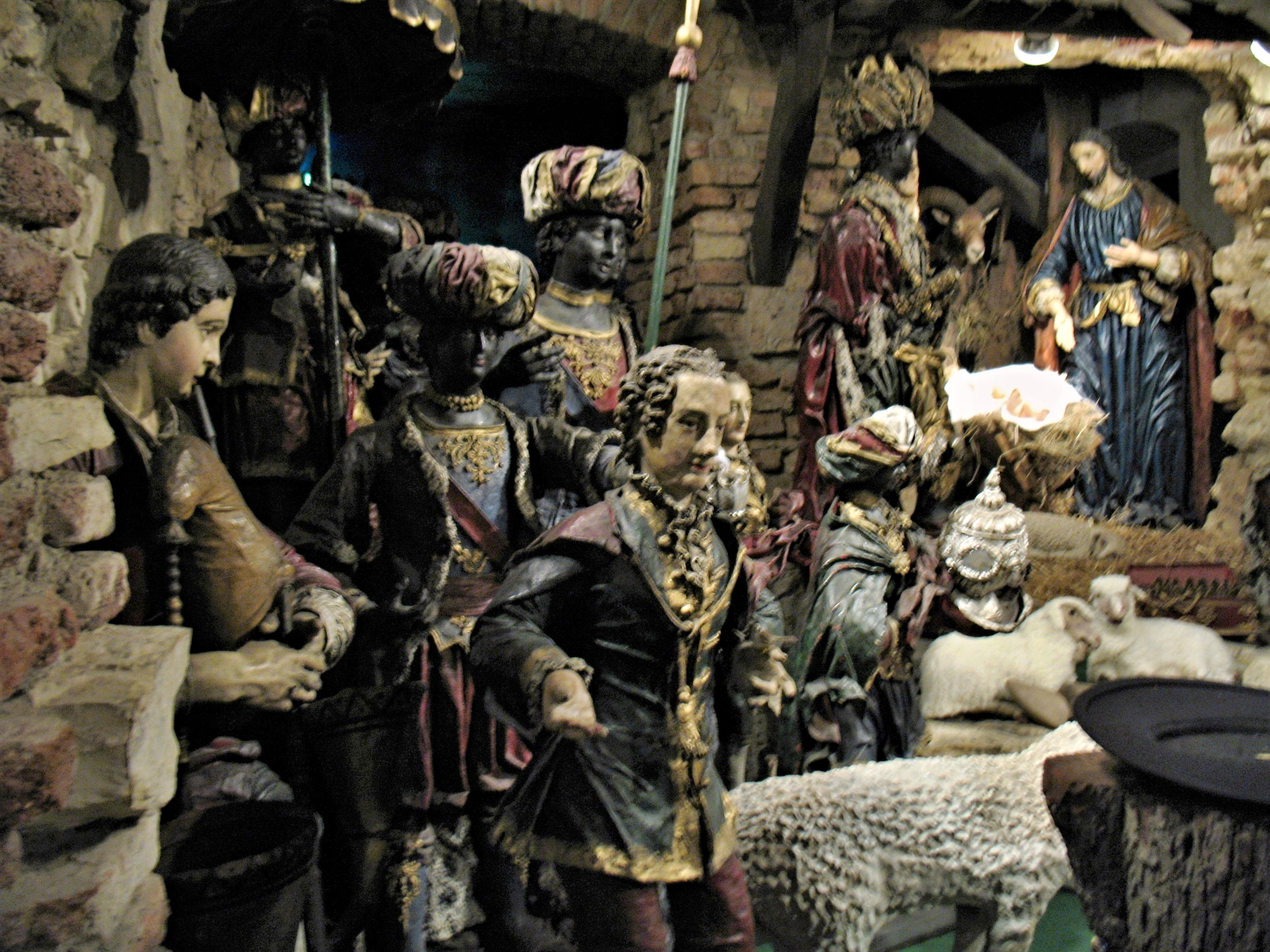
Poutníci, přinášející dary Ježiškovi
Socha Panny Marie v levé boční kapli
Interiér kostela
Oltář v pravé boční kapli
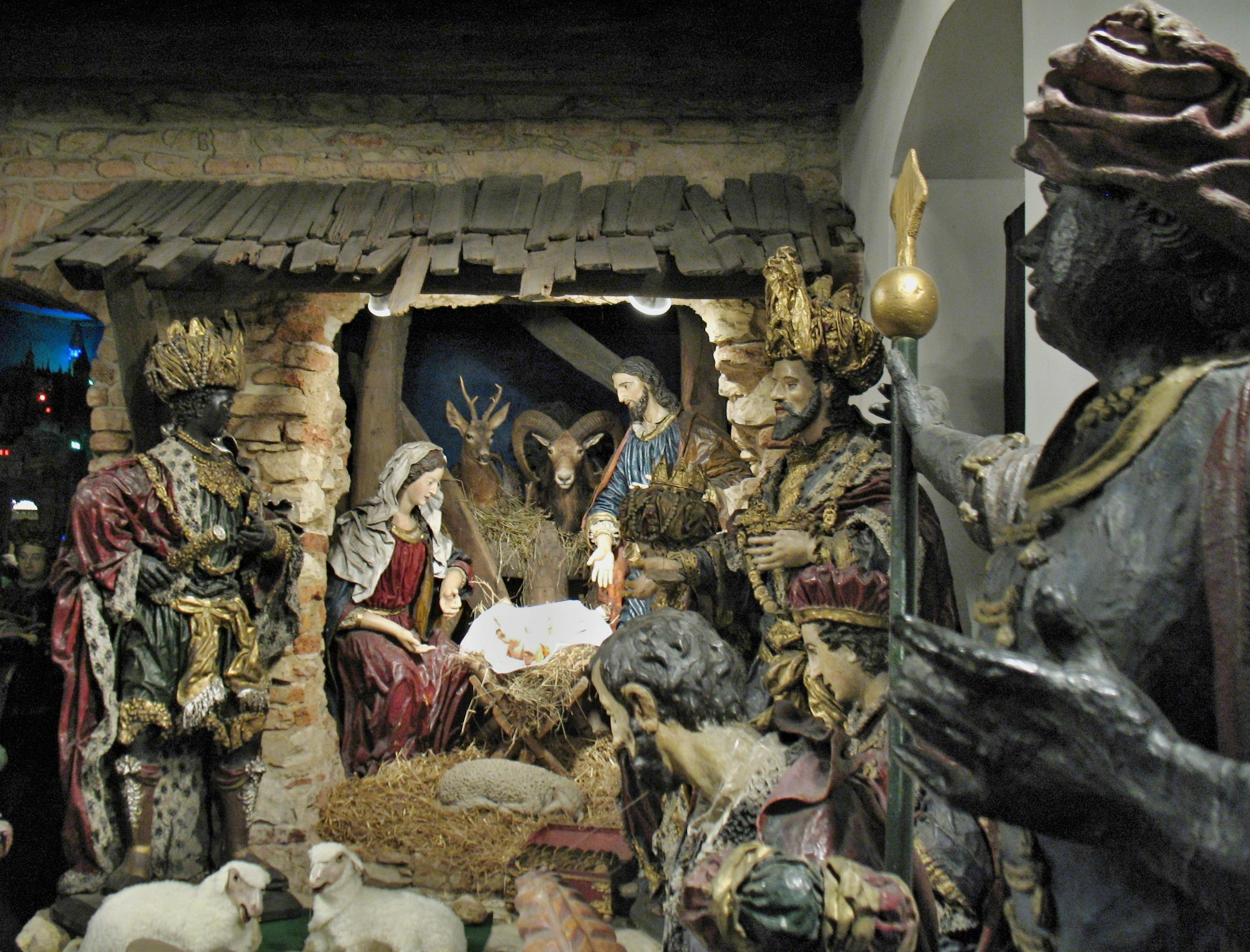
Ústřední scéna jesliček z 18. století
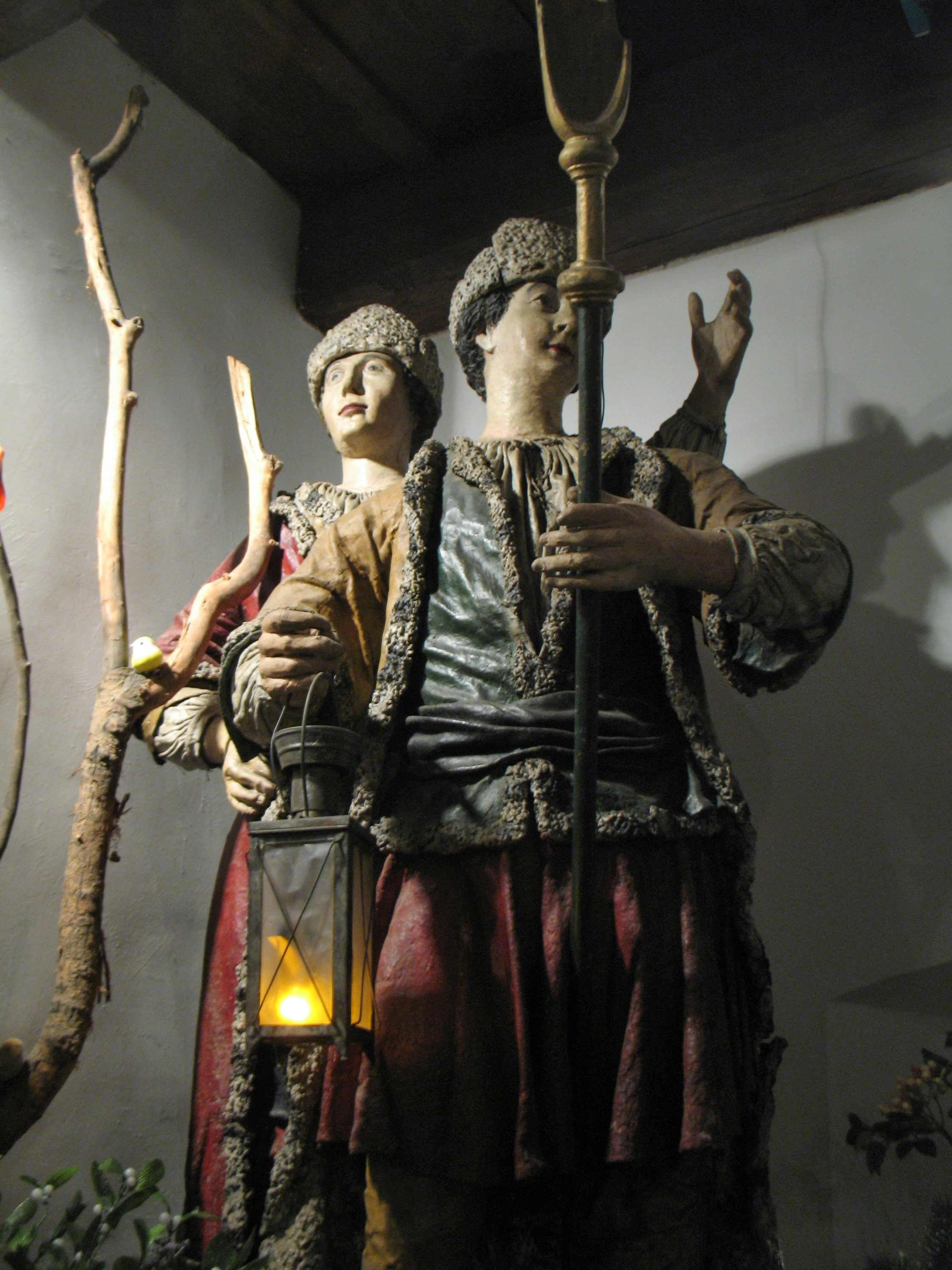
Postavy, doplňující betlém
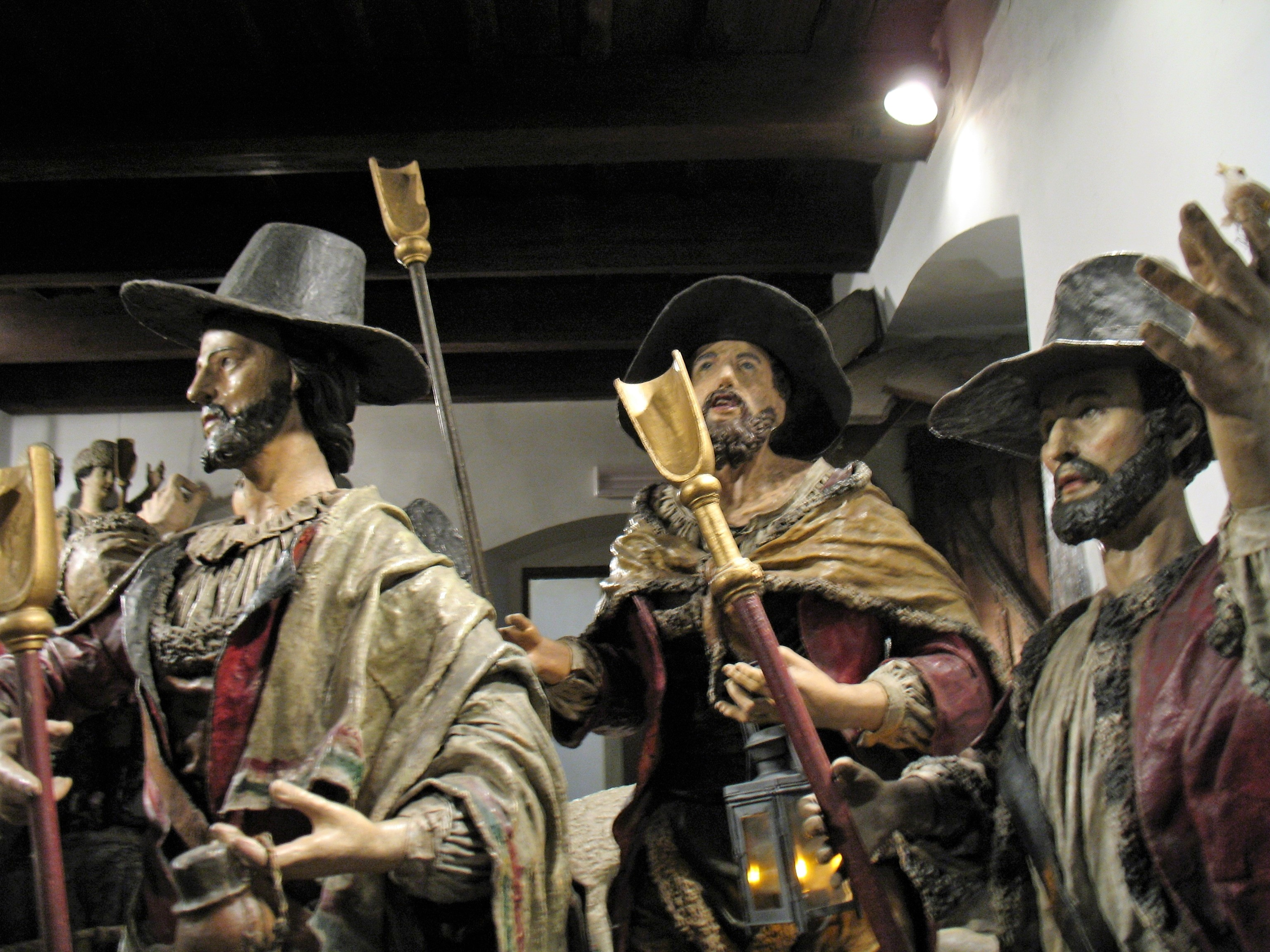
Figury z barokního betléma
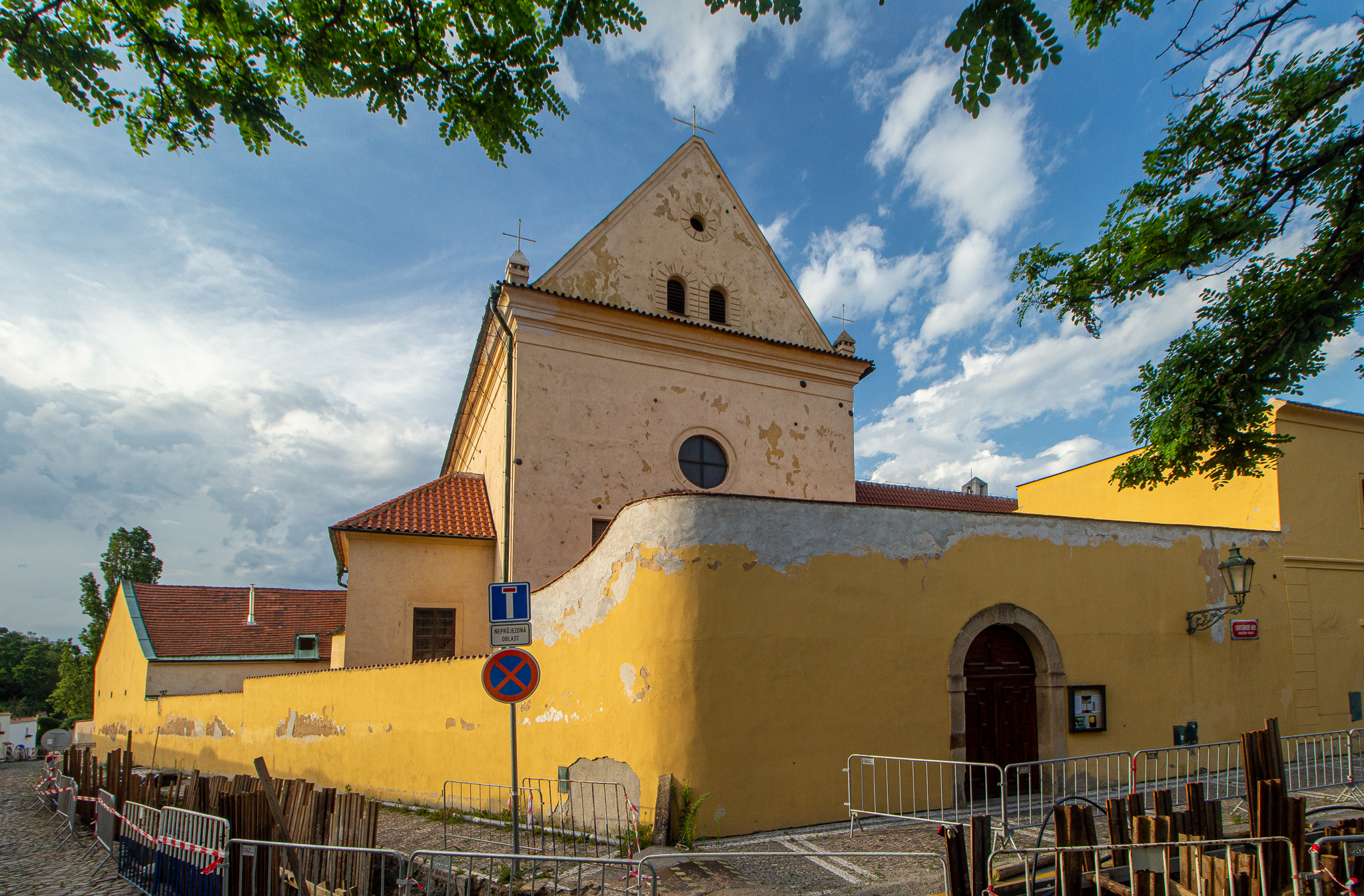
Nároží Černínské ulice
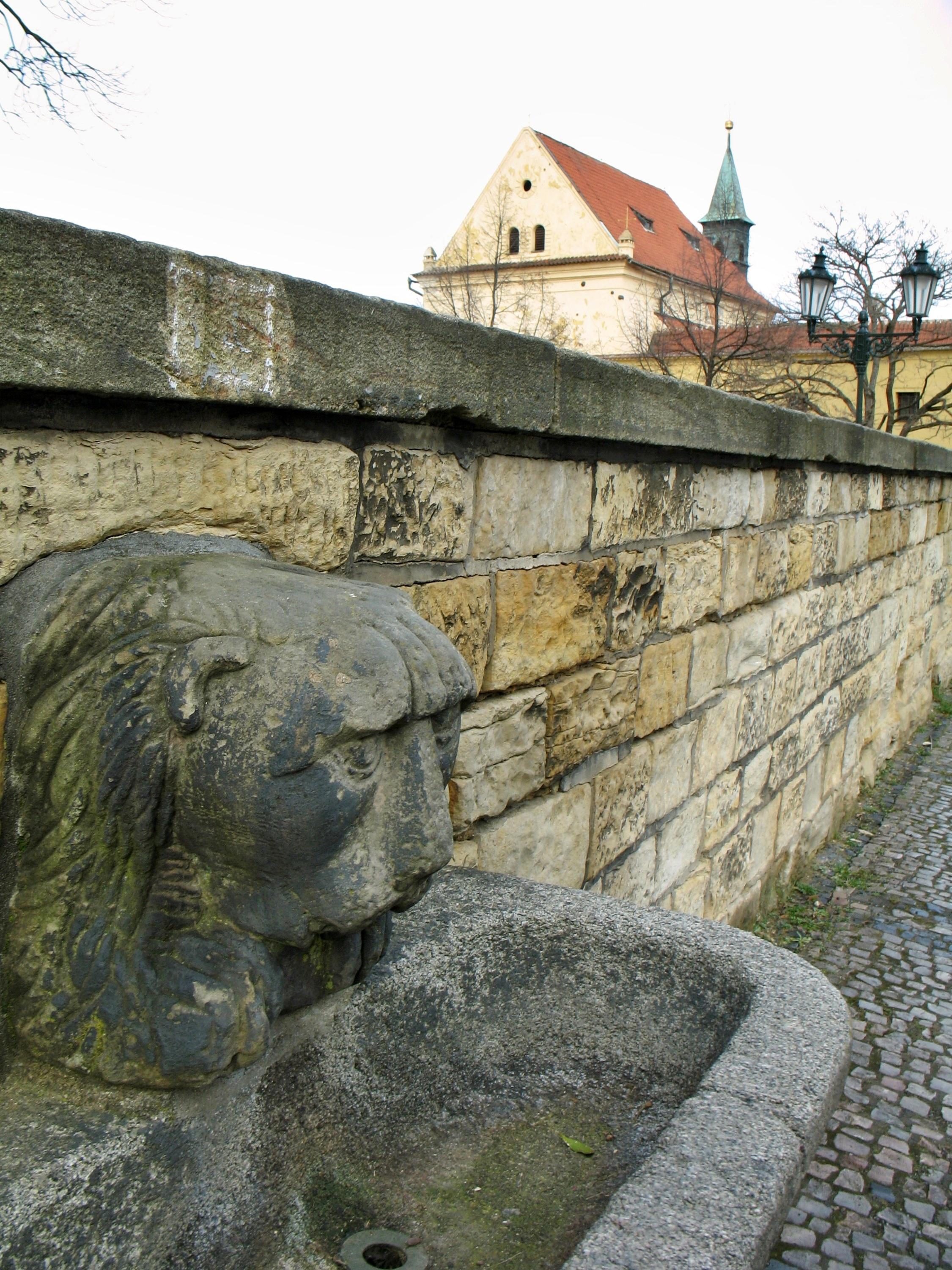
Pohled od pítka na Loretánském náměstí